# Всеїдні жуки
Всеї́дні жуки́ (Polyphaga) — найчисельніший підряд твердокрилих, який налічує понад 300 тис. видів. За різними систематичними поглядами підряд налічує 140–150 родин, що розподілені між 16-а надродинами. Підряд сформувався на початку тріасового періоду мезозойської ери.

## Класифікація
Ділиться на 5 інфрарядів:
- Bostrichiformia
- Cucujiformia
- Elateriformia
- Scarabaeiformia
- Staphyliniformia